# 白の行進
白の行進（仏語: Marche Blanche、別名：白い行進、純白の行進）は、1996年10月20日にベルギーのブリュッセルで起こった市民によるデモ行進。少女誘拐・殺害事件に対する警察や司法の不手際や手ぬるい捜査に対する抗議デモで、参加者は白い服や帽子、風船など白いものを身に付けた。約30万人が参加し、ベルギー史に残る大規模デモになった。この抗議行動により、ベルギーの司法システムが一部改正された。

## 経緯
1996年に、複数の少女を誘拐し、4人を殺害したマルク・デュトルー事件が報道されると、警察の不十分な調査や、遅々として進まない捜査に国民の怒りが高まった。警察は犯人の家に踏み込みながら少女の監禁を見逃すなど、数々の失態を演じていた。さらに、犯人が、以前連続レイプ犯として13年の懲役刑を受けたにもかかわらず、3年で仮釈放されていた事実が報じられると、司法システムに対する疑問や不満が沸き起こった。
そうした中、捜査にもっとも熱心であった判事が担当から外されたことで、国民の不満が一気に爆発した。判事の解任理由は、「被害者の親族が開催した支援金集めのパーティに判事が参加したことで、捜査の公平性が担保されなくなった」というものだったが、これによって、かねてより噂されていた「政財界人を顧客とする小児性愛者の秘密組織」を隠蔽するためではないか、という疑惑がかえって大きくなった。報道は過熱し、「判事は児童ポルノ組織の調査を進めており、犯人宅から押収したテープから割り出した政府高官リストを発表する寸前だった」と報じるメディアもあった。
ちょうどそのとき、警察・司法による一連の失策に抗議し、司法システムの改正を求める市民グループが、「希望」を意味する白いものを身につけて抗議するデモを10月20日に予定しており、それに参加する形でベルギー全土や近隣の国から人々が自然発生的に集まり、ブリュッセルの中心街を埋め尽くす一大抗議行動となった。「隠蔽反対」「ベルギー人であることが恥ずかしい」などと書かれたプラカードが掲げられたほか、行進以外にも、消防署員が裁判所のくすんだ壁に放水したり（司法の透明化を表す）、サベナ航空の職員たちが抗議の短時間ストライキを実施したりした。

## デモの影響
このデモによって、1998年5月にオクトパス合意が結ばれ、ベルギーの司法システムが一部改正された。
主な改正点は、以下のとおり。
1. 司法と市民をつなぐ広報的な活動をするメディァジャッジを置く。
2. 訴訟期間の短縮努力をする。
3. 各地域の検察官をつなぐ連絡会を開催する。
4. 半数が民間人で構成される高等司法評議会を創設する（司法政策に対する助言や苦情処理、裁判所による年次報告の義務づけなどを通して、司法部にプレッシャーを与え、透明性を向上させることを目的とする）[5]。

## 波及効果
この事件以降、同様な白をシンボルカラーとした抗議行動は世界各地で発生している。
- 2008年4月にフランスのパリにおいて、2002年2月にコロンビアで誘拐されたイングリッド・ベタンクールの解放を求めて、白の行進が行なわれた[6]。ベタンクールは2008年7月、6年半ぶりに救出された。
- 日本では、2012年6月からほぼ毎週金曜日に行なわれている首相官邸前の原発再稼働反対デモに、田中康夫がベルギーの白の行進に倣って、白い風船を配った[7]。